# Germano I
Germano I (Costantinopoli, 634 – 733) è stato patriarca di Costantinopoli dal 715 al 730; è venerato come santo sia dalla Chiesa cattolica, che da quella ortodossa che lo ricordano il 12 maggio.

## Biografia
Figlio del patrizio Giustiniano, nel 668/669 fu castrato per ordine dell'Imperatore Costantino IV, dopo che lo stesso imperatore aveva ordinato l'esecuzione del padre di Germano, reo di aver appoggiato l'usurpazione dell'armeno Mecezio; all'epoca della castrazione, era ancora giovane, anche se più vecchio dell'età normale in cui veniva condotta la castrazione. Dedicò la sua infanzia a Dio e crebbe leggendo le Scritture.
Divenne metropolitano di Cizico, e nel 712 prese parte al Concilio convocato dall'Imperatore monotelita Filippico che condannò il Sesto Concilio Ecumenico; Germano sottoscrisse la condanna delle decisioni di quel concilio, dando quindi il suo appoggio al monotelismo.
Nel 715 divenne patriarca di Costantinopoli, venendo consacrato l'11 agosto. Germano battezzò il giorno di Sabato Santo del 716 il futuro santo Stefano il Giovane, e nel giorno di natale 718 il futuro Imperatore Costantino V; le fonti ostili all'Imperatore Costantino V narrano che il giorno del suo battesimo, Costantino V defecò sul fonte battesimale e Germano avrebbe predetto, inorridito, che il porfirogenito Costantino avrebbe causato gravi danni alla cristianità (da allora Costantino V venne detto "Copronimo", traducibile con "nome di sterco").
Dal 726 in poi il patriarca Germano ricevette pressioni dall'Imperatore Leone III per l'introduzione dell'iconoclastia; se all'inizio Leone III lo trattava con rispetto, in seguito, dopo che Germano criticò fortemente le opinioni iconoclaste di Leone III, i rapporti si deteriorarono. Secondo Teofane, nel corso del 729/730 il patriarca avrebbe detto che l'iconoclastia sarebbe stata introdotta non da Leone, ma da Conone, e quando l'Imperatore gli rispose che il suo nome di battesimo era proprio Conone, il patriarca ribadì la propria contrarietà all'iconoclastia, sostenendo che chi l'avesse introdotta sarebbe stato il "precursore dell'Anticristo". Secondo la testimonianza di parte di Teofane, Leone III avrebbe cominciato da quel momento in poi a tramare per deporre Germano e mettere al suo posto Anastasio, sincello di Germano. Ancora Teofane narra che Germano predisse a Anastasio che sarebbe passato presto per il Dihippion, riferendosi a ciò che sarebbe accaduto nel 742/743, allorché Costantino V punì Anastasio per aver appoggiato l'usurpatore Artavasdo.
Nel 730 rifiutò di accettare l'iconoclastia senza la convocazione di un concilio ecumenico e in un silentium svoltosi il 17 gennaio (e non il 7 gennaio come riportato in Teofane) nel tribunale dei 19 Akkoubita, si dimise, dopo quindici anni di patriarcato, ritirandosi nella casa dei suoi genitori a Platanion, dove passò il resto dei suoi giorni. Secondo alcune fonti, si dimise sotto minaccia armata, e si ritirò in un monastero.